# سان-جيني-سور-مينتو
سان-جيني-سور-مينتو (بالفرنسية: Saint-Genis-sur-Menthon)‏ هي بلدية فرنسية تقع في إقليم الآن. رمز إنسي لها هو:1355. أما الرمز البريدي لها فهو: 1380.